# Gran derbi de Moscú
El Gran derbi de Moscú (en ruso: Главное московское дерби, Glavnoye moskovskoye derbi) es el nombre que reciben los partidos entre el Spartak Moscú y el CSKA Moscú, la rivalidad más importante del fútbol ruso. Los equipos son dos de los más laureados del fútbol de la antigua Unión Soviética y de Rusia, ya que el Spartak cuenta con 22 títulos de liga y el CSKA con 13 campeonatos. 
La historia del derbi se remonta al 1 de junio de 1922, cuando el CSKA, entonces llamado OLLS, y el Spartak, MKS, disputaron la final del campeonato de Moscú en un estadio neutral. Durante años, el derbi Spartak-CSKA estuvo a la sombra de otras rivalidades más importantes, como los derbis CSKA-Dynamo Moscú o Spartak-Dynamo Kiev, pero después del colapso de la Unión Soviética y la formación de la Federación Rusa, el derbi moscovita llegó a la vanguardia del fútbol nacional. Además de la rivalidad deportiva, la dimensión política de los clubes también fue, en tiempos soviéticos, un factor diferenciador, ya que la sociedad deportiva CSKA Moscú estaba ligada al Ejército Rojo, mientras que el Spartak no contaba con una asociación concreta a sindicatos de la sociedad soviética y era conocido como "el equipo del pueblo".
Los grandes rivales de Moscú han disputado 189 partidos oficiales, hasta julio de 2020, con 82 victorias del Spartak, 70 del CSKA y 37 empates.

## Historia

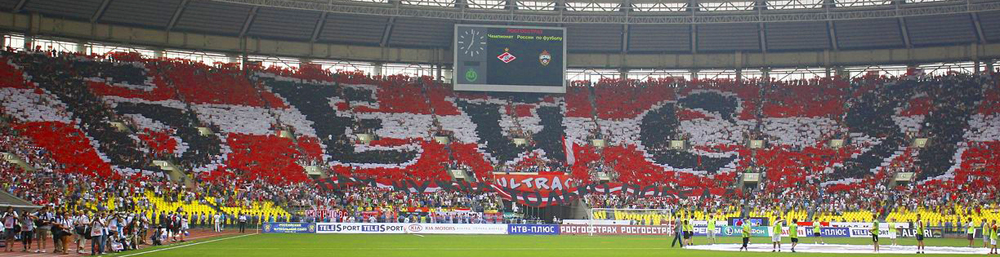
Mosaico del grupo ultra del Spartak, Fratria, antes de un derbi con el CSKA en 2010.

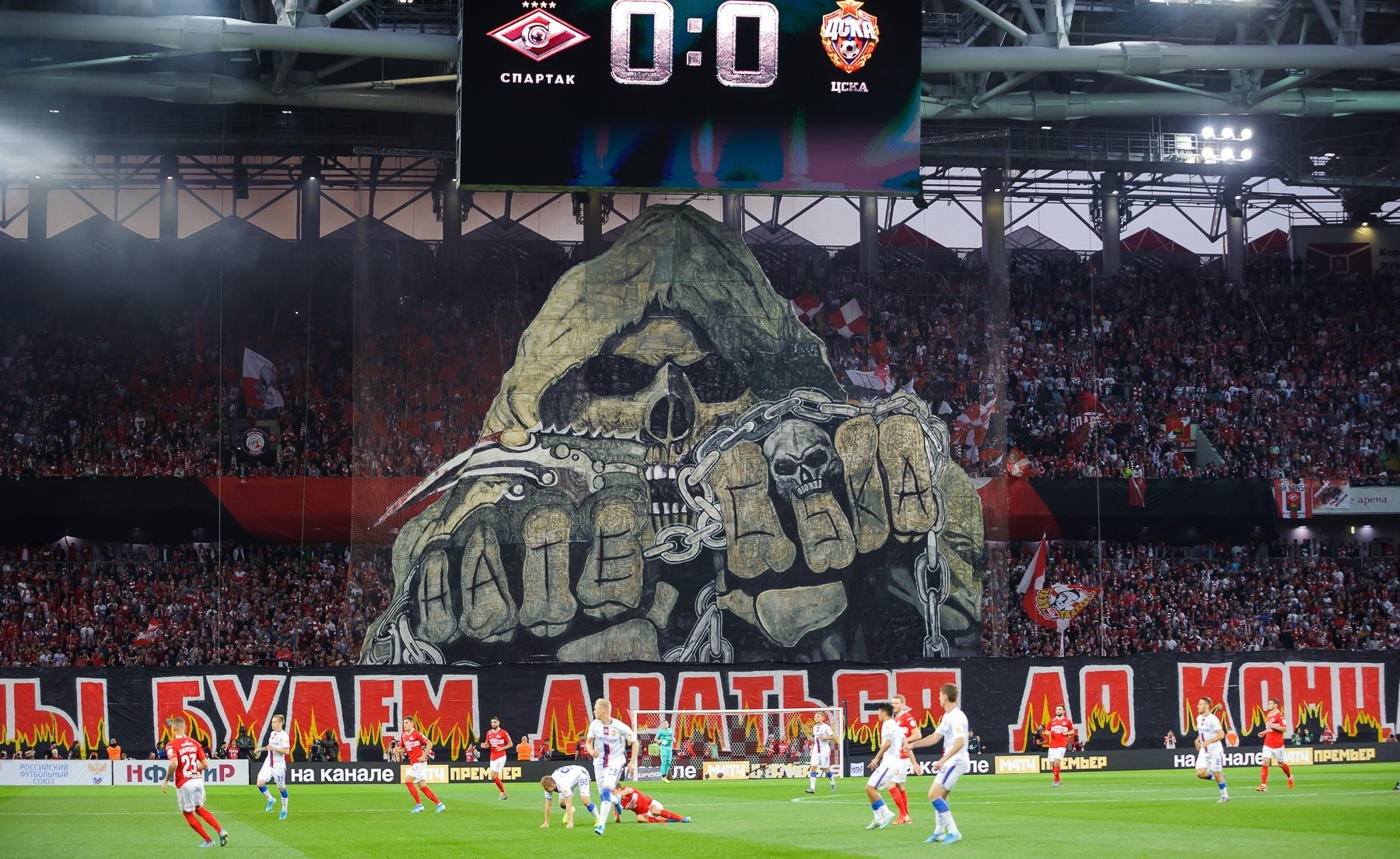
Mosaico del grupo ultra del Spartak, Fratria, antes de un derbi con el CSKA en 2019.

El CSKA Moscú fue fundado el 27 de agosto de 1911 como Sociedad de Amantes del esquí (Общество любителей лыжного спорта, ОЛЛС; Obshchestvo lyubiteley lyzhnogo sporta, OLLS). Por su parte, el Spartak Moscú fue fundado el 18 de abril de 1922 como Círculo Deportivo de Moscú (Московский кружок спорта, МКС; Moskovskiy kruzhok sporta, MKS).
El primer derbi entre el Spartak y el CSKA fue celebrado el 1 de junio de 1922, cuando el OLLS se enfrentó al MKS en la final del campeonato de Moscú en un estadio neutral. Antes de la final, los dos principales delanteros del OLLS, Martinov y Chesnokov, causaron baja por lesión y en su lugar entraron el joven Boris Dubinin y Konstantin Tyulpanov. El marcador fue abierto por el futbolista del OLLS Savostyanov al que siguió otro gol de Tyulpanov. Al final de la primera mitad el MKS logró recortar diferencias mediante Ivan Artemyev. Tras el descanso, el OLLS logró anotar otros dos goles, y Maslov volvió a marcar para el MKS en la recta final. El árbitro del partido anuló cuatro goles al OLLS por fuera de juego y el MKS sufrió su primera derrota en la historia del club, 4:2.
En 1928 el OLLS pasó a denominarse Club Deportivo de la Casa Central del Ejército Rojo (Спортивный клуб Центрального дома Красной армии, Sportivnyy klub Tsentralʹnogo doma Krasnoy armii), más conocido como CDKA (ЦДКА, TSDKA), y ya totalmente ligado al Ejército Rojo. El Spartak adoptó su denominación actual el 19 de abril de 1935, fecha considerada como la de la fundación del actual club.
En 1981, después de una gran derrota ante el Spartak por 0-3 en el estadio Luzhniki, los jugadores del CSKA fueron castigados severamente y enviados a un campo de entrenamiento del ejército y durante dos semanas fueron tratados como soldados. Tras esta preparación, el CSKA venció 0-2 el siguiente derbi que se disputó en la segunda vuelta del campeonato.

### Futbolistas que han jugado en ambos equipos
| Lista Amador |
| --- |
| B - Anatoli Bashashkin - Vsevolod Bobrov - Yevgueni Bushmánov E - Roman Eremenko I - Oleg Imrekov J - Vaguiz Jidiatulin - Jesús Medina K - Valeri Karpin - Anatoli Krútikov M - Andréi Moj N - Ruslán Nigmatulin P - Andréi Piatnitski S - Román Shirókov Y - Gueorgui Yártsev |